# Ваґю

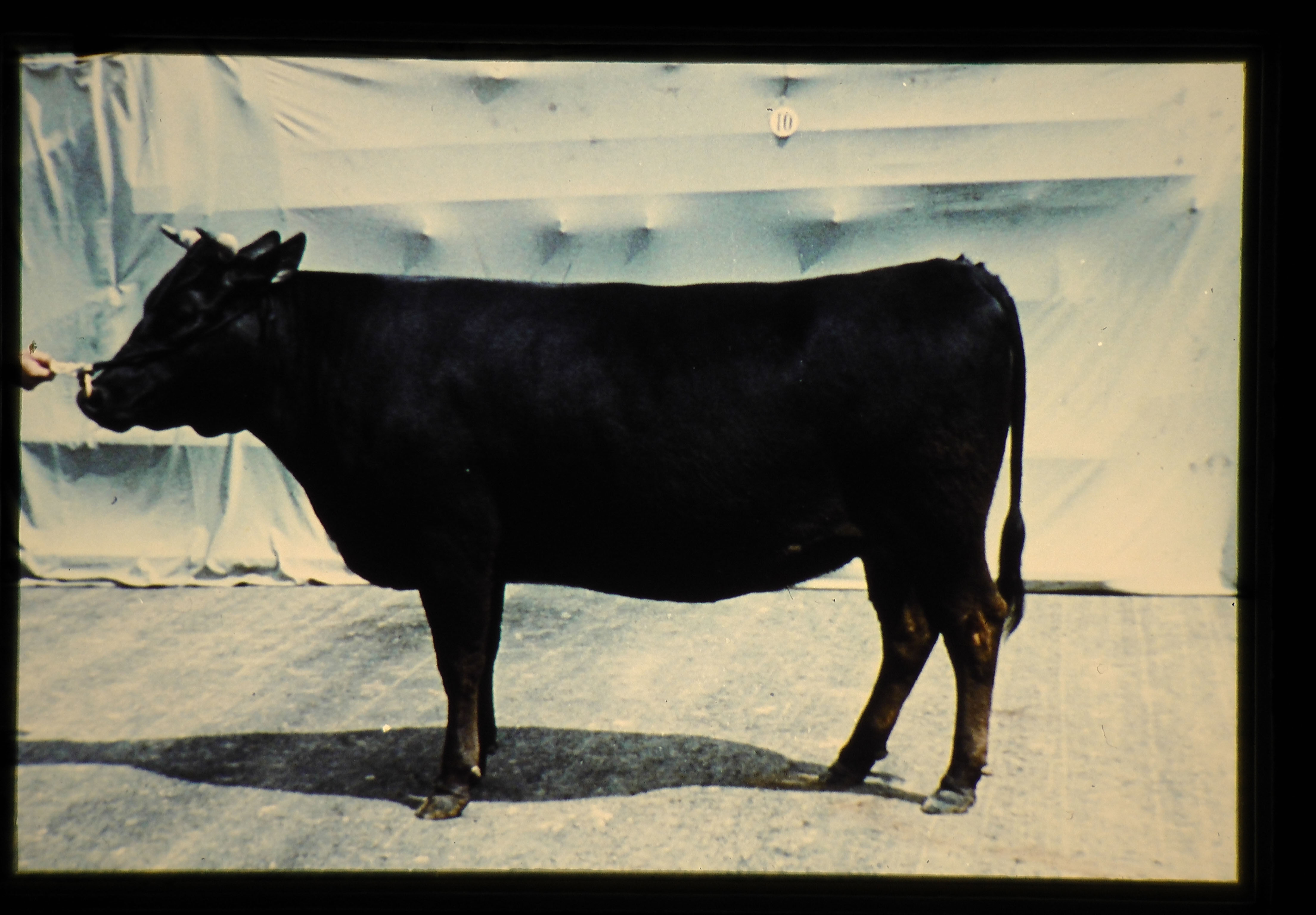
Японська чорна корова

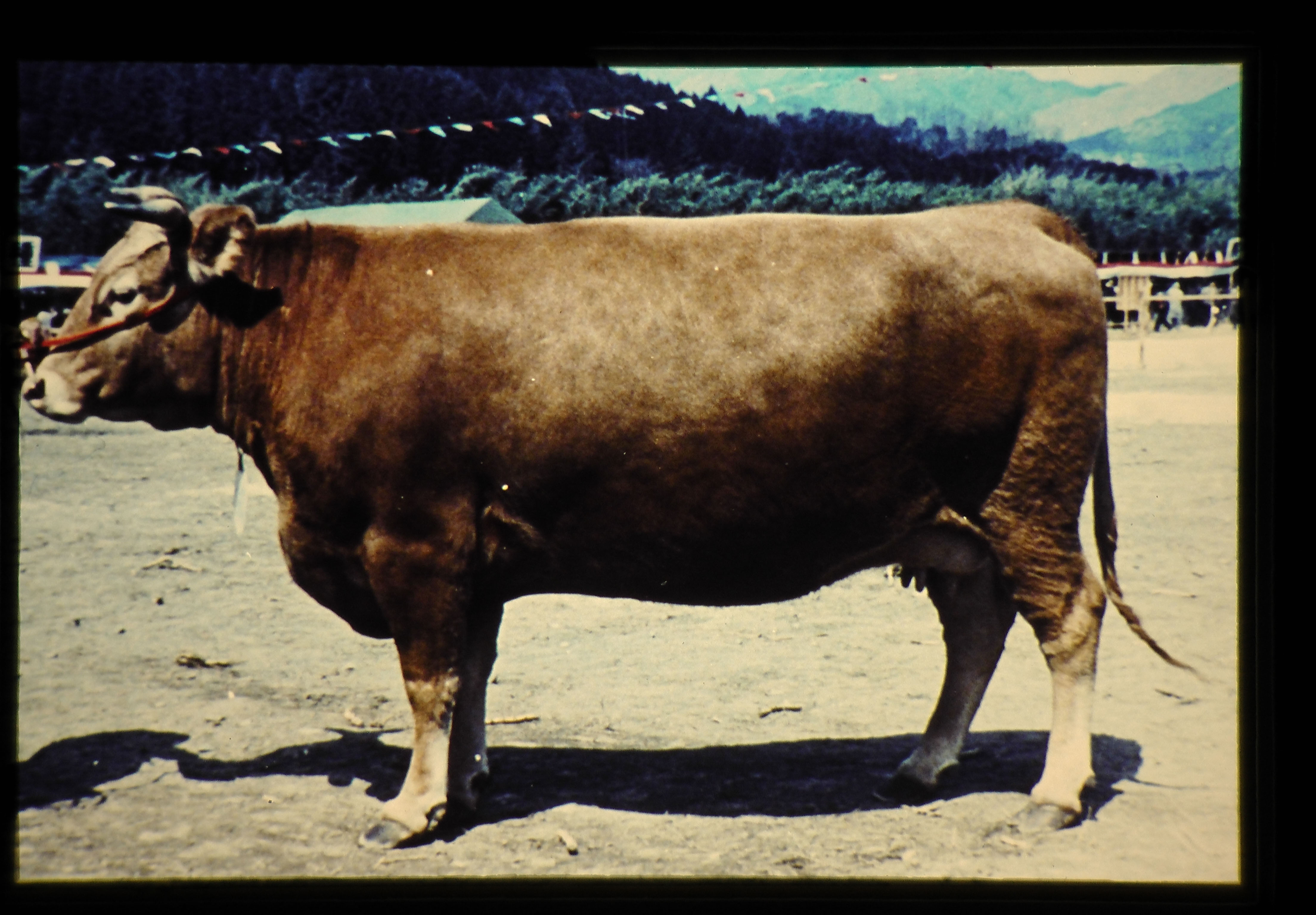
Японська коричнева корова

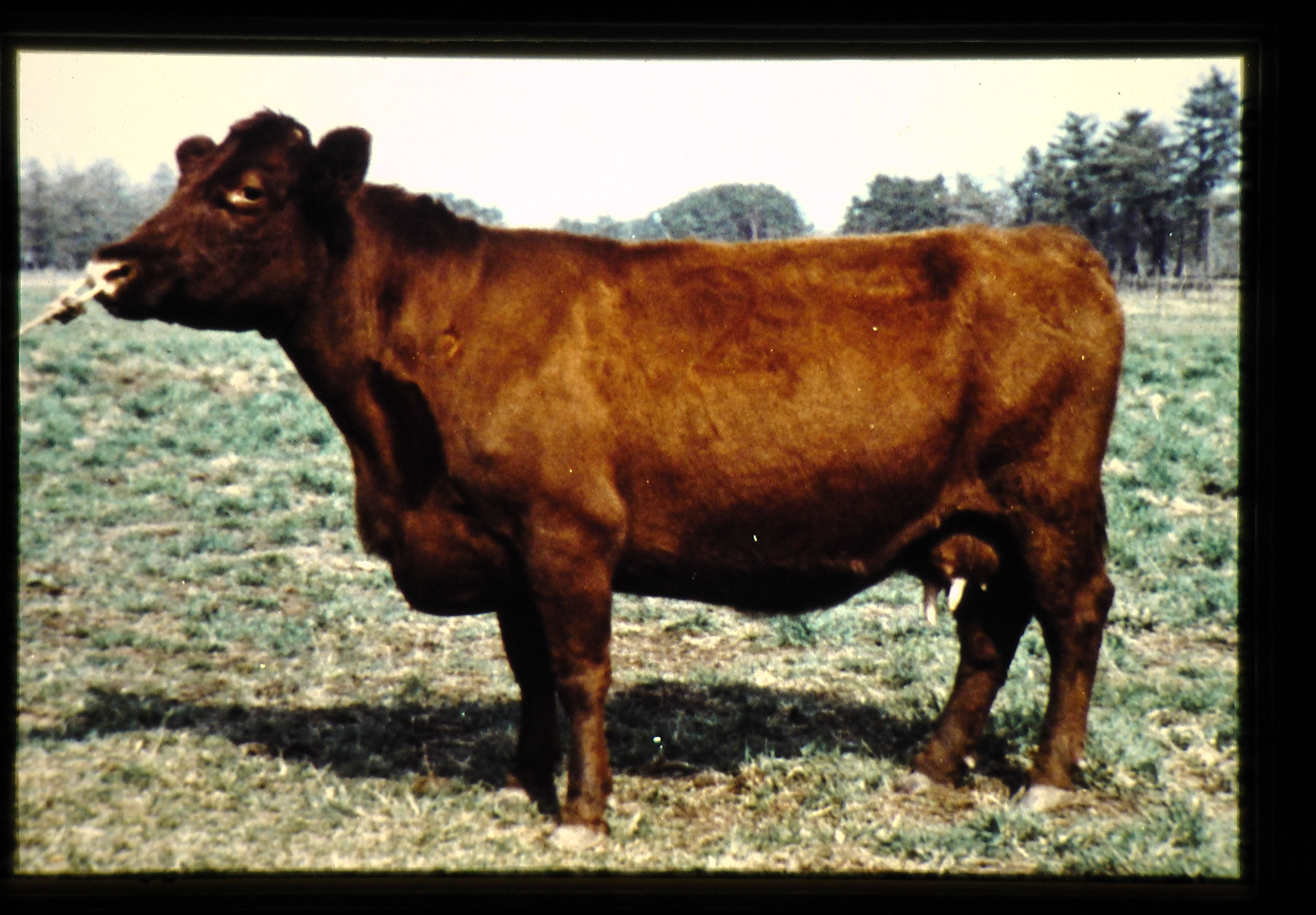
Корова породи японський шортгорн

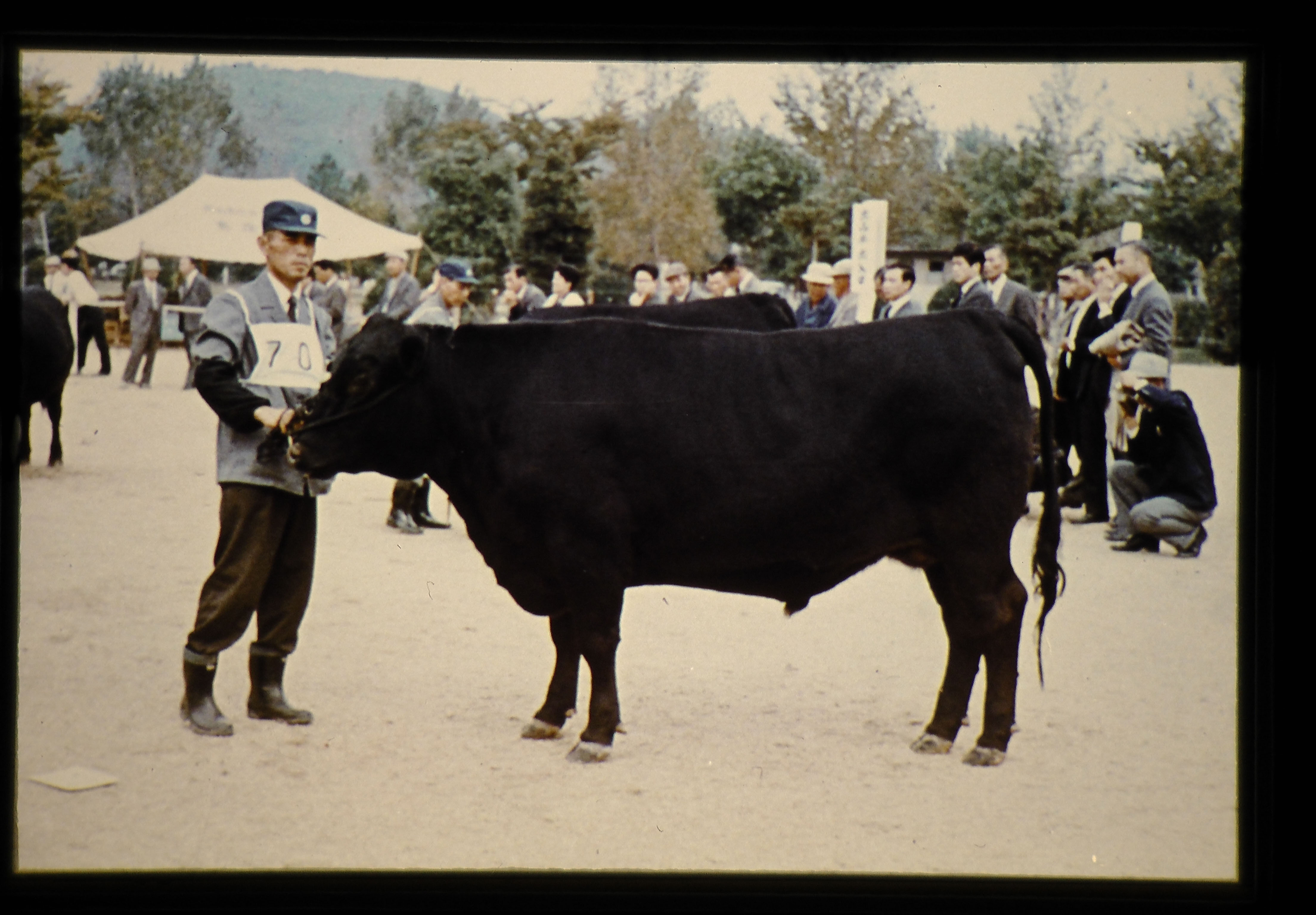
Бик породи японська безрога

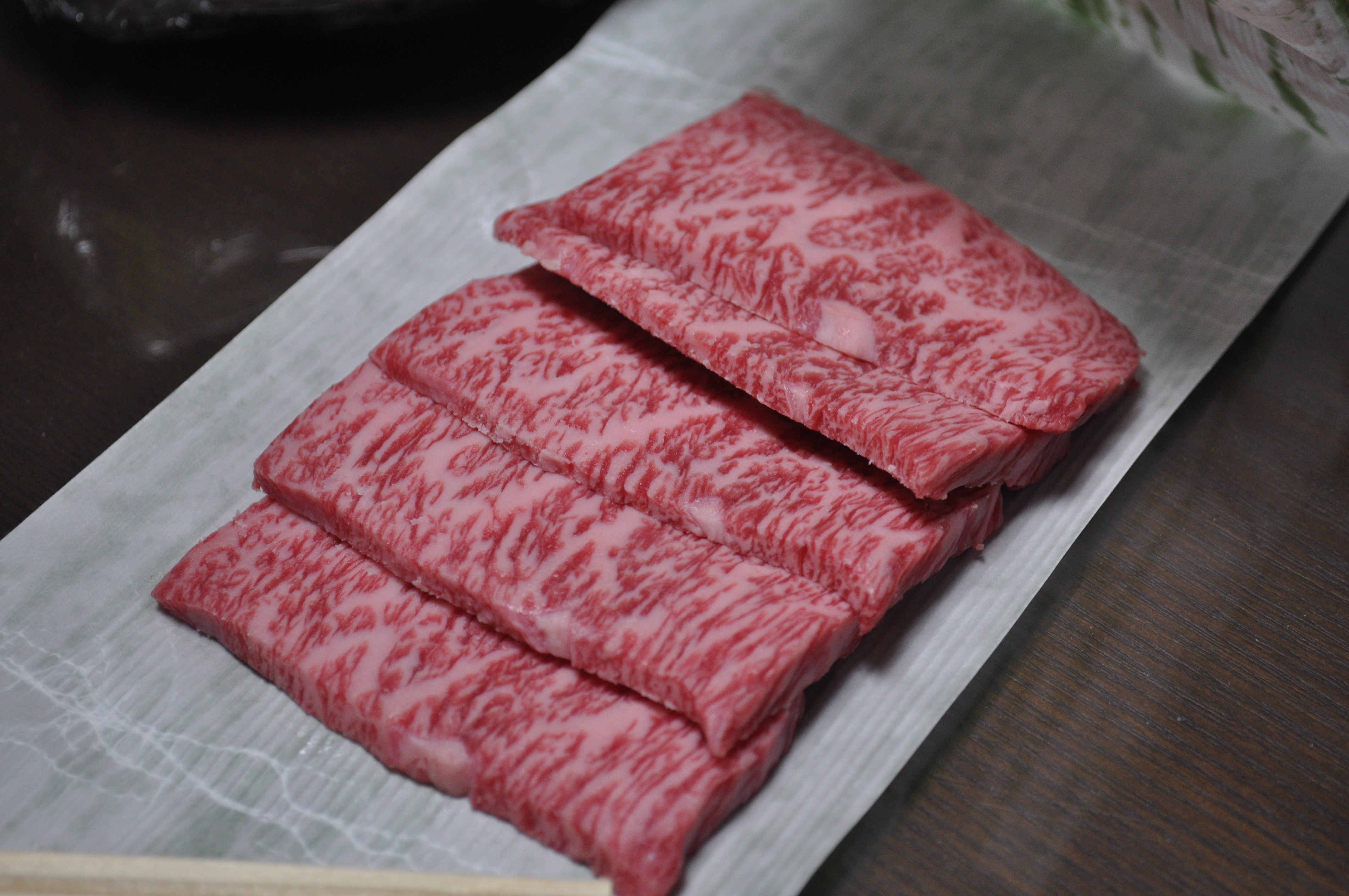
Високоякісна нарізка яловичини Мацусака ваґю

Ваґю (яп. 和牛, ваґю:, японська корова) — загальна назва м'ясних порід корів, що відрізняються генетичною схильністю до інтенсивної мармуровості і високого вмісту ненасичених жирів. М'ясо таких корів відрізняється високою якістю і коштує дуже дорого. Породи вагю виведені в Японії, звідси походить і автентична яловичина ваґю. У різних країнах світу розводять чистопородних ваґю і нащадків від їхнього схрещування з іншими м'ясними породами.

## Породи ваґю
До ваґю відносяться чотири породи корів (Bos taurus taurus): японська чорна (яп. 黒毛和種, куроґе васю), японська коричнева (яп. 赤毛和種, акаґе васю або акаусі, також «японська червона»), японська безрога (яп. 無角和種, мукаку васю) і японський шортгорн (яп. 日本短角和種, ніхон танкаку васю). У породах виділяють різновиди, характерні для традиційних регіонів розведення. За місцем походження часто називають і м'ясо.
Загальне поголів'я великої рогатої худоби м'ясних порід в Японії оцінюється в 2,8 млн голів, з них за даними 2007 року 1,74 млн голів припадали на японські породи — ваґю. У поголів'я ваґю 96 % припадає на японську чорну корову, найменша частка (менше ніж 1 %) припадає на японського шортгорна..
Японські породи корів виведені в останній третині XIX століття (після реставрації Мейдзі в 1868 році) схрещуванням аборигенної японської корови з імпортованими популярними європейськими та американськими породами. У 1910 році був відкритий реєстр породистої великої рогатої худоби. З цього моменту схрещування більше не допускалися, і породи розвивалися в чистоті. У 2008 році в Реєстрі ваґю було зареєстровано 522 тисяч телят, кожне з яких отримало документ про походження з відбитком носа, чий малюнок так само індивідуальний, як і відбитки пальців.

### Японська чорна
Порода виведена схрещуванням аборигенної японської корови з шортгорнами, бурими швіцькими і девонами з прилиттям крові симентальських і айрширських корів. У різновиді кагосіма присутня кров голштинської породи. Інші різновиди — місіма, цуру, тадзіма, тотторі, сімане, окаяма. Корови мають чорну з бурими кінцями шерсть.
Японські чорні дають 90 % всього виробництва мармурової яловичини в Японії. М'ясо цих корів має тонку мармурову структуру, багатий смак, воно соковите і дуже ніжне.

### Японська коричнева
Має світле червоно-коричневе забарвлення. Порода виведена схрещуванням аборигенної корови симентальської та корейської, з додаванням крові девонів. Відомі різновиди — косі і кумамото, що сформувалися в більшій мірі під впливом корейської чи симентальської порід відповідно. За поширеністю в Японії займають друге місце. Їхнє м'ясо помірної мармуровості, має більш легкий смак і містить менше жиру, тому більш рекомендовано для здорового харчування.

### Японський шортгорн
Порода виведена в регіоні Тохоку на основі аборигенної корови, предком якої була корова намбу, що використовувалася в період Едо як в'ючна тварина. Аборигенна корова схрещувалася з молочними і м'ясними шортгорнами з прилиттям крові айрширів і девонів. Японський шортгорн розводиться на островах Хонсю і Хоккайдо і за межами Японських островів не зустрічається. Японські шортгорни вирощуються на вільному випасі і відрізняються розкішним темно-червоним забарвленням, зустрічаються червоно-білі і чалі екземпляри. Їхнє м'ясо нежирне, але володіє багатим смаком завдяки високому вмісту инозинової і глутамінової кислот.

### Японська безрога
Японська безрога порода вважається ідеальним представником ваґю. Порода виведена в префектурі Ямагуті схрещуванням аборигенних корів з абердин-ангусами і наступним схрещуванням з японськими чорними биками. Ці корови меншого розміру порівняно з іншими, мають товстий шар підшкірного жиру і нежирне м'ясо з великою кількістю амінокислот, що підсилюють смак.

## Характеристики яловичини

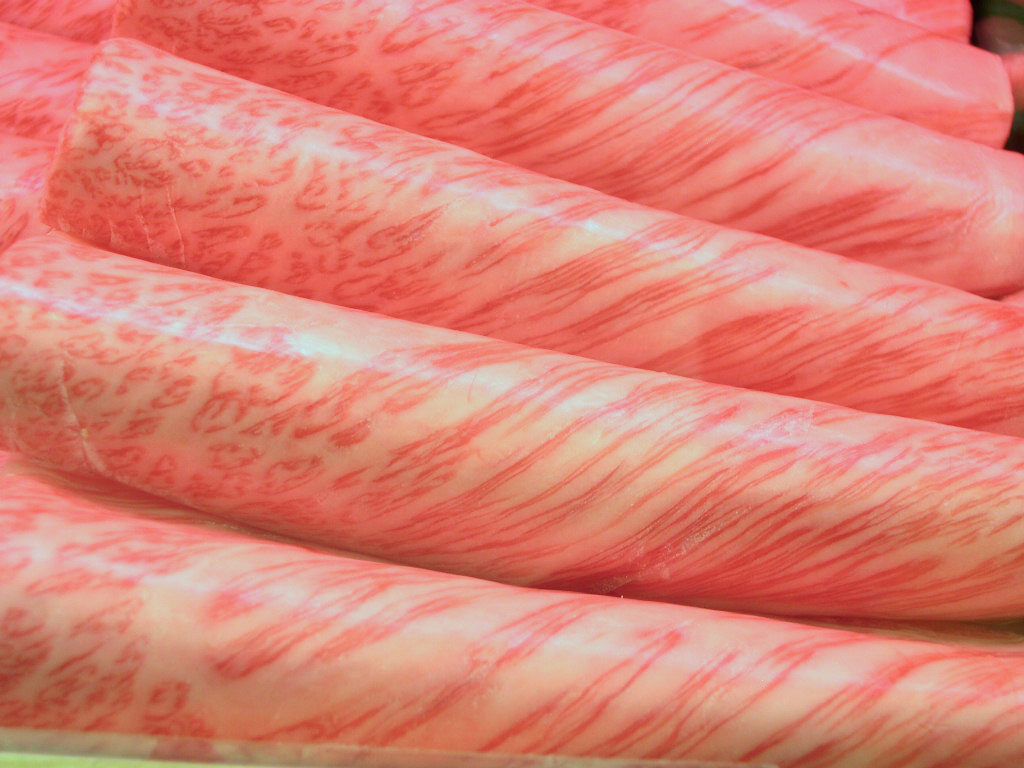
Тонкі скибочки яловичини ваґю

Породи ваґю володіють генетично закріпленою здатністю до утворення інтенсивної мармуровості м'яса. Мармурова яловичина, отримана від кращих європейських і американських порід, виглядає як червоне м'ясо, суцільно розсічене смужками жиру. Яловичина ваґю по більшій частині складається з жиру, пронизана прошарками м'яса. Жир в м'ясі ваґю м'який, завдяки високій частці мононенасичених жирів має низьку температуру плавлення, багатий омега-3 і омега-6 жирними кислотами. Вміст лінолевої кислоти на третину вище, ніж у інших сортів м'яса. Близько 40 % відсотків жиру представлено стеариновою кислотою, яка не чинить негативного впливу на рівень холестерину в організмі людини. Такий жир більш корисний для здоров'я, ніж той що складається з насичених жирів, він володіє яскравим і тонким смаком і додає м'ясу виняткову соковитість.
За прийнятими в Японії стандартами яловичина ваґю повинна бути отримана від бичка однієї з чотирьох японських порід або від тварини, отриманої в результаті міжпородного схрещування двох з них (а також подальшого схрещування такої кроссбредної тварини з чистопородним тваринам). Походження корови повинно бути підтверджено родословною та індивідуальним номером. Бичок повинен бути народжений і вирощений в Японії. Весь процес вирощування і виробництва, від народження породистої тварини і до забою, оброблення та подальшого продажу м'яса, фіксується в національній електронній системі. Кожна тварина проходить генетичне тестування. Походження кожного шматка м'яса ваґю, придбаного в магазині, можна перевірити по базі даних Національного центру племінного тваринництва (яп. 家畜改良センタ).
Для торгових цілей в Японії застосовується класифікація м'яса за якістю, що включає 15 градацій від С1…С5 до А1…А5. Якість м'яса оцінюється за шкалою від 1 до 5 за чотирма критеріями: мармуровість, колір, міцність м'яса, колір і якість жиру, при цьому м'ясу в цілому присвоюється найнижча оцінка з індивідуальних оцінок критеріїв. Літерою A, B і C оцінюється співвідношення чистого м'яса та повної ваги туші, літерою A відзначаються туші з найбільшим виходом м'яса. На експорт Японія поставляє переважно м'ясо з якістю на рівні 4 або 5, але таке м'ясо зустрічається рідко навіть в Японії. У той же час оцінка виходу чистого м'яса вирішальної ролі не грає, бо Японія експортує м'ясо, що вже пройшло первинну обробку.
Яловичина ваґю має високу собівартість і високу ціну, на європейському і американському ринку в середньому 800 доларів за кілограм. На конкурсі World Steak Challenge, що проходив в Лондоні в 2016 році, яловичина ваґю, вироблена в Австралії, визнана найкращим стейком в світі, обійшовши 82 конкурентів.
Існує думка, що особлива якість яловичини ваґю визначається не породними достоїнствами, а технологією вирощування тварин: якщо звичайну корову годувати не травою, а зерном, то її м'ясо стане «ваґю». Однак дослідження показали, що відсотковий вміст і розподіл жиру в м'ясі (мармуровість) у тварин, одержаних від схрещування корів лимузинської породи з биком ваґю, значно вище, ніж у чистопородних лімузинів.

## Вирощування
Мармуровість м'яса ваґю обумовлена не лише генетикою, але й особливостями вирощування та відгодівлі бичків. Легенди про райське життя ваґю в Японії, де корів поять пивом і роблять їм масаж, правдиві частково. Для здоров'я і нормального розвитку корови мають достатньо рухатися і добре харчуватися. У багатьох районах Японії місцевість пересічена, непридатна для випасу черед, є і неприступні ділянки. Велика частина вільних територій засівається рисом. Тому тваринам ніде рухатися, значну частину життя вони проводять у стійлах і відчувають нестачу рухової активності, при цьому знижується як кровопостачання м'язів, так і апетит. Щоб збудити апетит, у тому числі в холодну пору року, коли випас неможливий, у раціон тварин включають пиво, а іноді саке. Для запобігання судом їм роблять масаж грубими рукавицями або щітками, використовують масажні машини.
Жирність м'яса забезпечується раціоном з високим вмістом зернових.
Бичків ваґю зазвичай вирощують до трирічного віку, у той час як бичків інших порід забивають у 15 місяців.

## Кобе

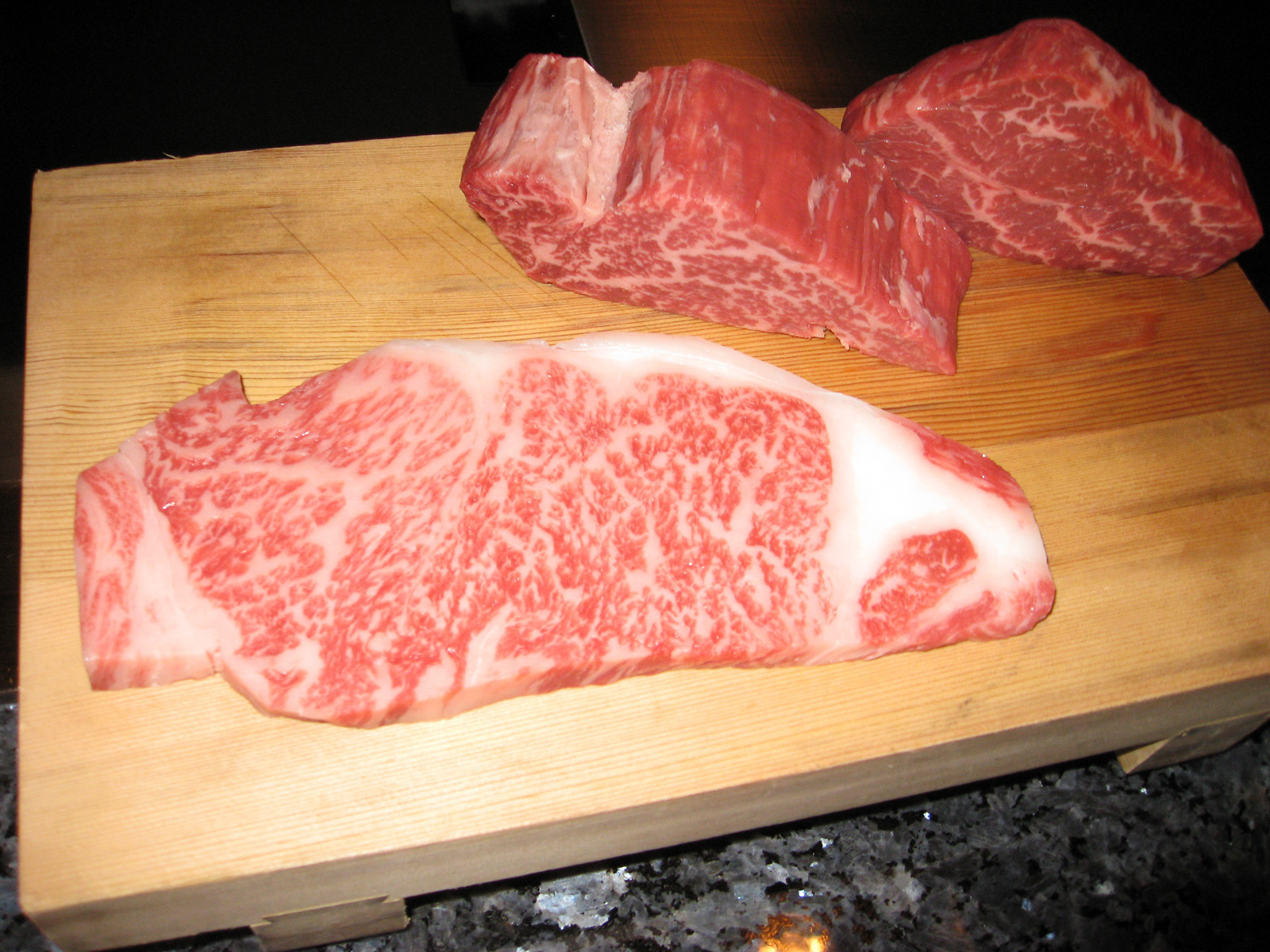
Мармурова яловичина кобе

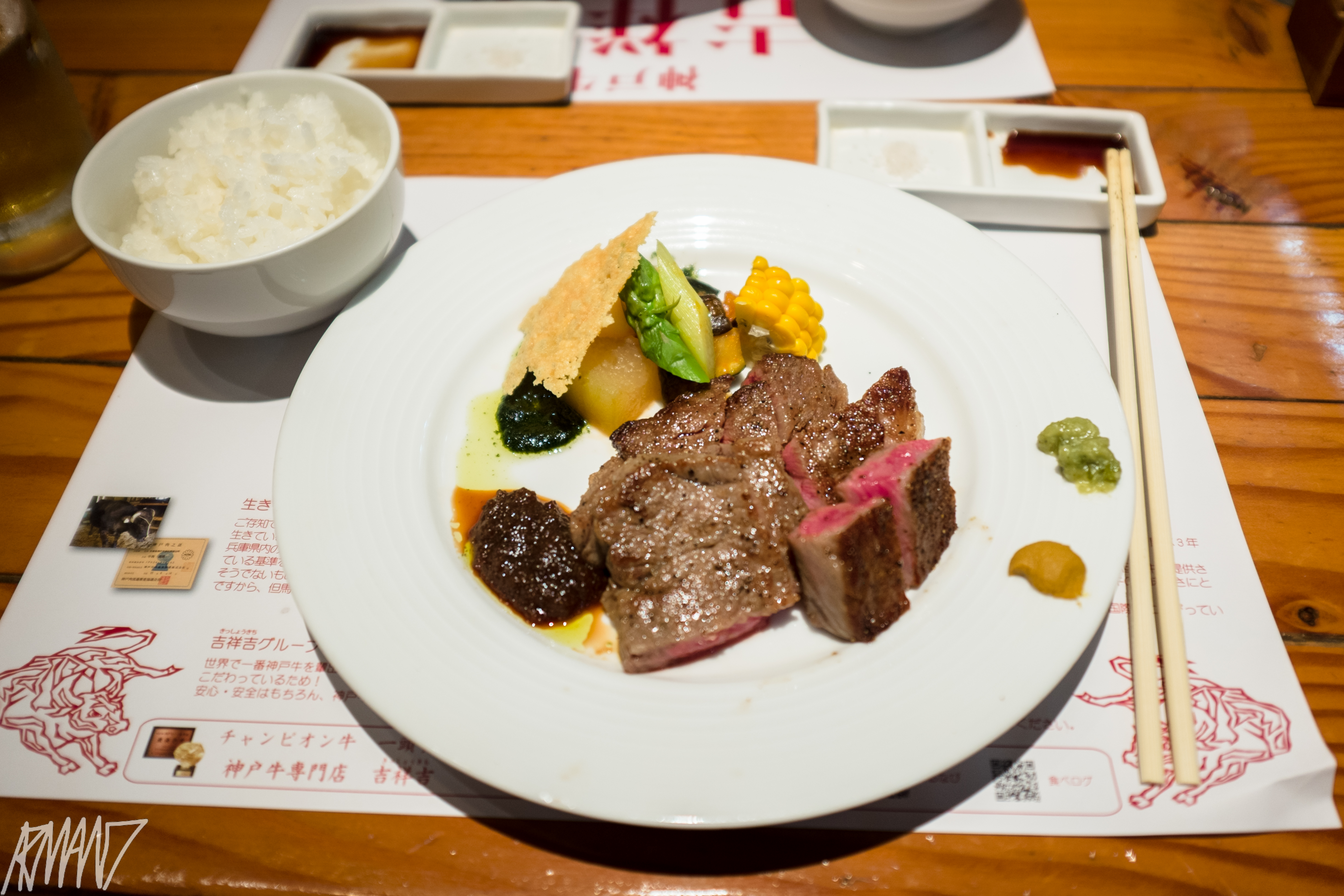
Стейк кобе з рисом

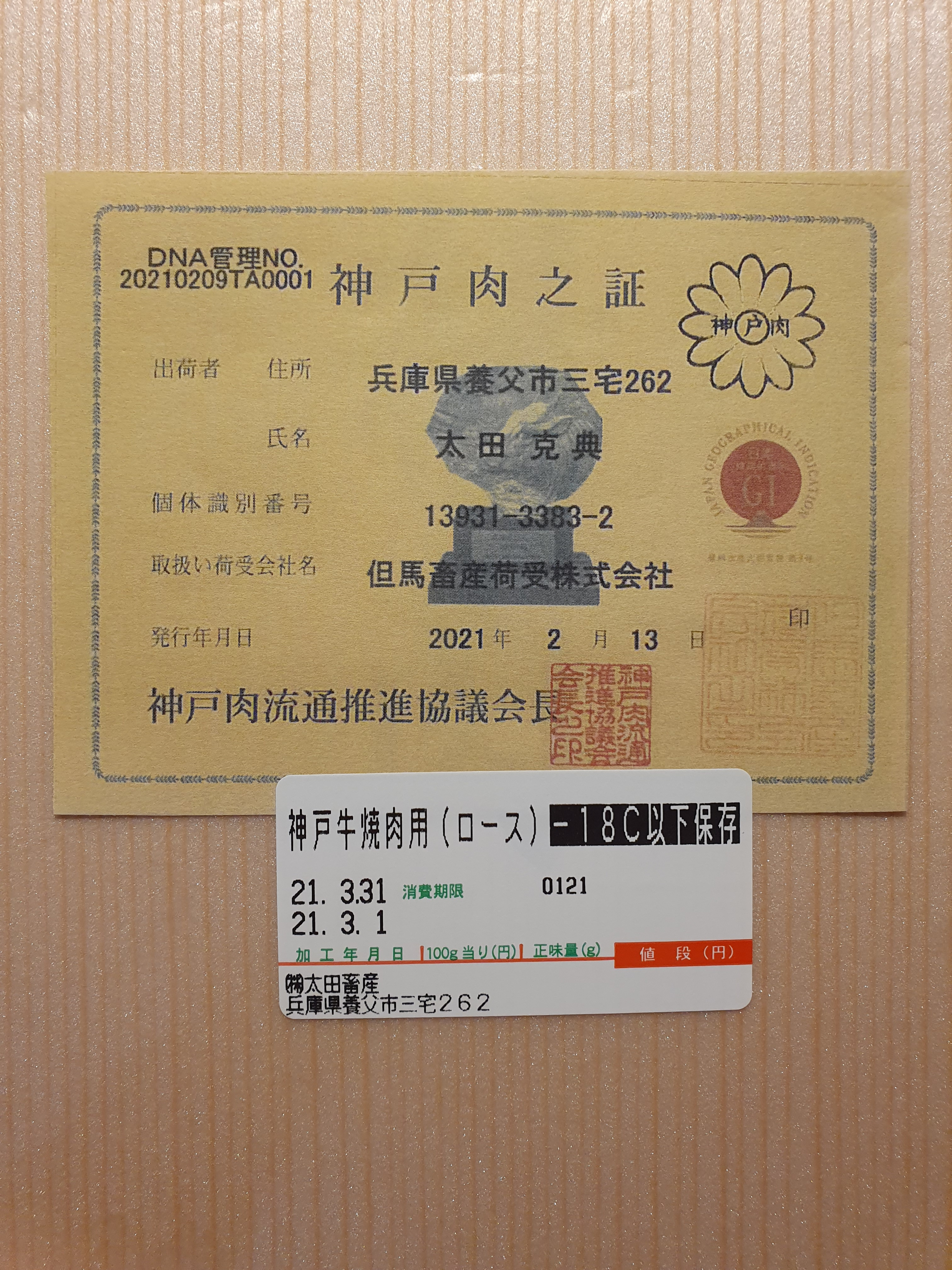
Сертифікат автентифікації яловичини Кобе

Кобе — яловичина преміальної якості, що отримується від биків японської чорної породи різновиди тадзіма, вирощених в префектурі Хіого. Різновид був отриманий в 1970-х роках в результаті заходів щодо поліпшення породи. Марка «кобе» зареєстрована в 1983 році, контроль за якістю та продажем здійснює організація «Kobe Beef Marketing & Sales Promotion Association».
На високоякісне м'ясо йдуть тільки кастровані або незаймані бички віком від 9 до 30 місяців вагою не більше 470 кг. Марку «кобе» присвоюють лише бичкам, забитим у містах Кобе, Нісіномія, Санда, Какоґава і Хімедзі. За японською класифікацією якості м'ясо повинно мати оцінку A4 або A5, що фактично означає найвищу ступінь жирності.
Таке м'ясо тане в руках і готується дуже швидко при дуже високій температурі. У Японії кілограм м'яса кобе може коштувати понад 500 фунтів стерлінгів. У 2006 році американські ЗМІ назвали яловичину кобе в числі «9 найдорожчих і розкішних продуктів у світі» після ікри, фуа-гра і білого трюфеля.
Щорічно в Японії забивається не більше трьох тисяч голів категорії кобе, експорт за межі країни дуже обмежений, всі поставки за кордон починаючи з 2012 року фіксуються на офіційному сайті «Kobe Beef Marketing & Sales Promotion Association». Часто те м'ясо, що продається під назвою «кобе» на європейському та американському ринку, виробляється в США (так званий американський кобе), Австралії, Європі і має мало спільного зі справжньою яловичиною кобе.

## Виробництво яловичини ваґю за межами Японії
Мармурову яловичину ваґю виробляють у господарствах Австралії, обох Америк і Європи. Висока ціна і постійний попит на м'ясо ваґю компенсують високі витрати і труднощі технології. Не все мармурове м'ясо, зване на ринку «ваґю», фактично отримано від чистопородних тварин.
Придбання в Японії чистопородних племінних тварин економічно не вигідно. Зазвичай фермери купують ембріони, які імплантують сурогатній матері — корови будь-якої породи. Потомство буде чистопородними, але ембріон може коштувати понад 400 £, при цьому немає гарантії, що в результаті з нього виросте здорова і якісна тварина. Простіше і набагато дешевше купувати сперму племінних биків, якою запліднюють корів місцевих порід. Деякі господарства для свого стада місцевої породи придбувають або вирощують одного-двох племінних биків ваґю. У підсумку велика частина ваґю за межами Японії фактично є напівкровками, і їхнє м'ясо відрізняється від автентичного.
Для чистопородного або змішаного розведення за кордоном використовують японську чорну і японську коричневу породи. Японський шортгорн і японська безрога розводяться виключно в Японії.